# Nephelometer

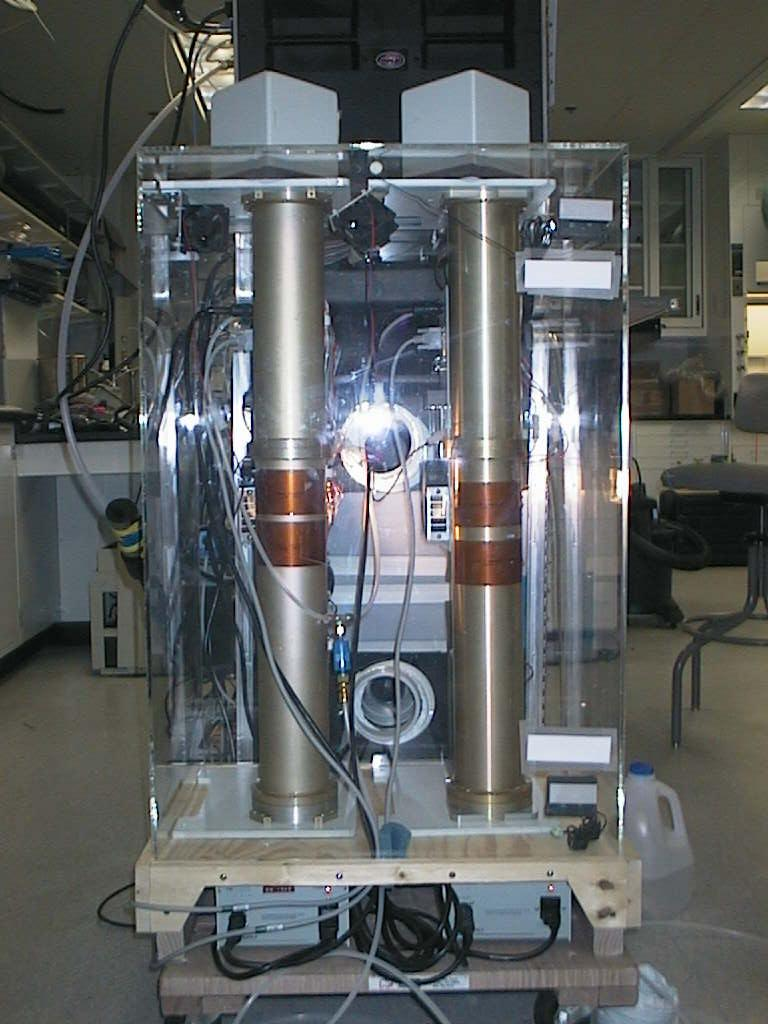
Nephelometer

Ein Nephelometer ist ein Messgerät zur Bestimmung der Suspension von kleinen Partikeln in einer Flüssigkeit oder einem Gaskolloid.
Es besteht aus einer Lichtquelle und einem Fotosensor im rechten Winkel zum Lichtstrahl angeordnet (siehe Nephelometrie). Die Partikeldichte ergibt sich aus der Menge des von den einzelnen Partikeln reflektierten Lichts. Diese Menge hängt wiederum von der Beschaffenheit der Partikel ab (Form, Farbe, Reflexionsvermögen). Ein Zusammenhang zwischen der Trübung und den suspendierten Feststoffen ist daher von Fall zu Fall unterschiedlich.
Eine in der Wasseraufbereitung gebräuchlichere Bezeichnung für dieses Messinstrument ist Turbidimeter. Auf dem Markt existieren unterschiedliche Bauweisen, die sich nur in der Anordnung von Lichtquelle und Fotosensor unterscheiden. Ein nephelometrisches Turbidimeter misst nur die Reflexion an den Partikeln und nicht die Abschwächung des Lichtstrahls durch die Eintrübung. Die Einheit der Eintrübung, gemessen mit einem kalibrierten Nephelometer, ist NTU (Nephelometric Turbidity Unit).
Gasphasennephelometer werden zur Untersuchung von (Planeten-)Atmosphären eingesetzt. Sie liefern Informationen über Sichtverhältnisse und Albedo (Maß für das Rückstrahlvermögen von nicht spiegelnden Oberflächen).